# Himantozoum variabilis
Himantozoum variabilis är en mossdjursart som först beskrevs av Arnold Girard Kluge 1914.  Himantozoum variabilis ingår i släktet Himantozoum och familjen Bugulidae. Inga underarter finns listade i Catalogue of Life.